# FC Italia de Tunis
El FC Italia de Tunis fou un club de futbol tunisià de la ciutat de Tunis, fundat per membres de la comunitat italiana de la ciutat.

## Palmarès
- Lliga tunisiana de futbol:[2]
  - 1931-32, 1934-35, 1935-36, 1936-37

- Copa tunisiana de futbol:[3]
  - 1935-36

- Copa de l'Àfrica del Nord francesa de futbol:[4]
  - 1935-36